# Lac Forest
Pour les articles homonymes, voir Forest.
Le lac Forest (en anglais : Forest Lake) est un lac américain dans le comté de Tehama, en Californie. Il est situé à 2 277 mètres d'altitude au sein de la Lassen Volcanic Wilderness, dans le parc national volcanique de Lassen.